# 8764 Ґаллінаґо
8764 Ґаллінаґо (8764 Gallinago) — астероїд головного поясу, відкритий 29 вересня 1973 року.
Тіссеранів параметр щодо Юпітера — 3,506.